# Піам
Піам (нід. Piaam) — село в нідерландській провінції Фрисландія. Входить до муніципалітету Південно-Західна Фрисландія.
Його площа становить 2,55км², а населення станом на 2021 рік складало 50 осіб.
Перша згадка про населений пункт датується 13-им сторіччям.

## Галерея

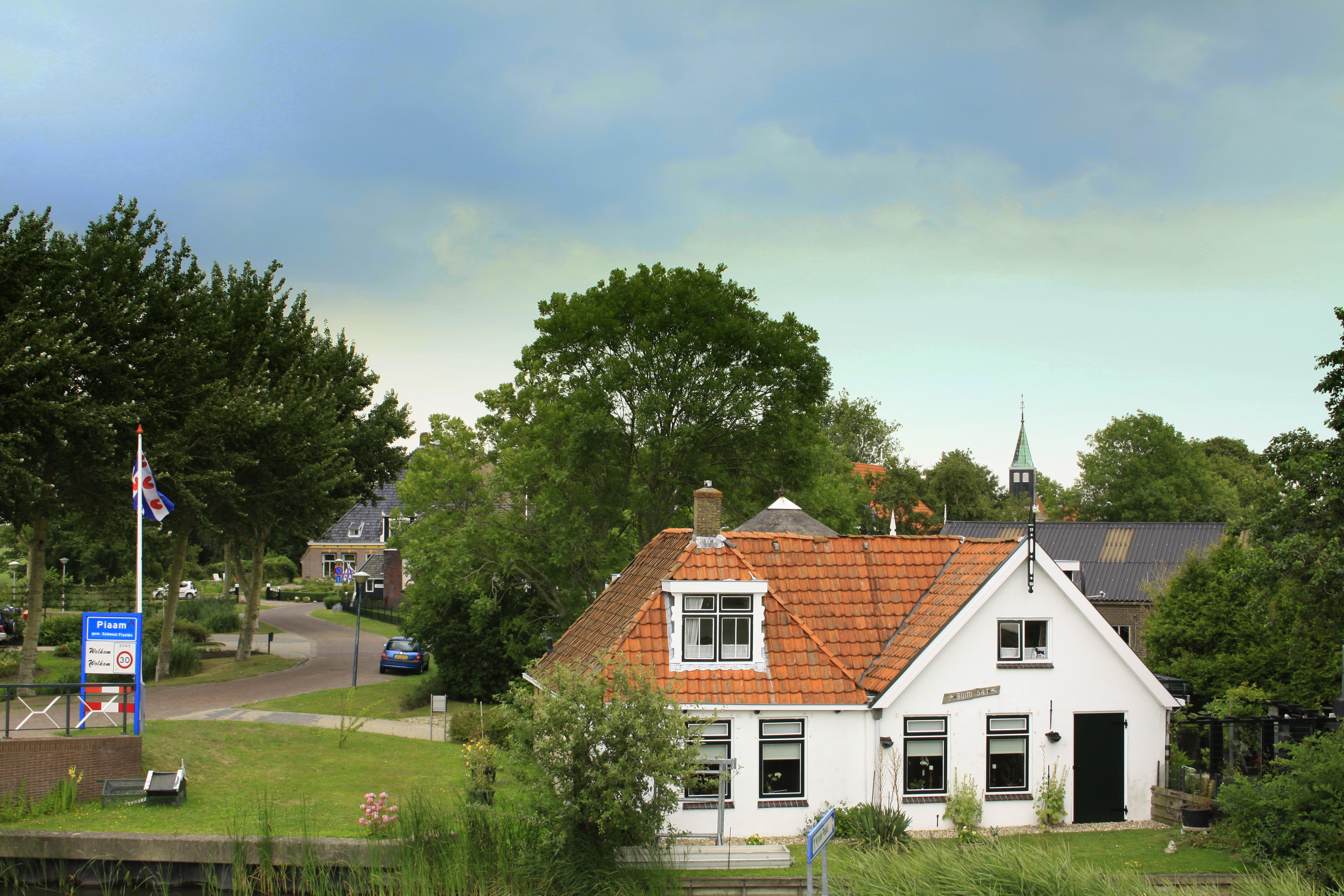
Вид на Піам
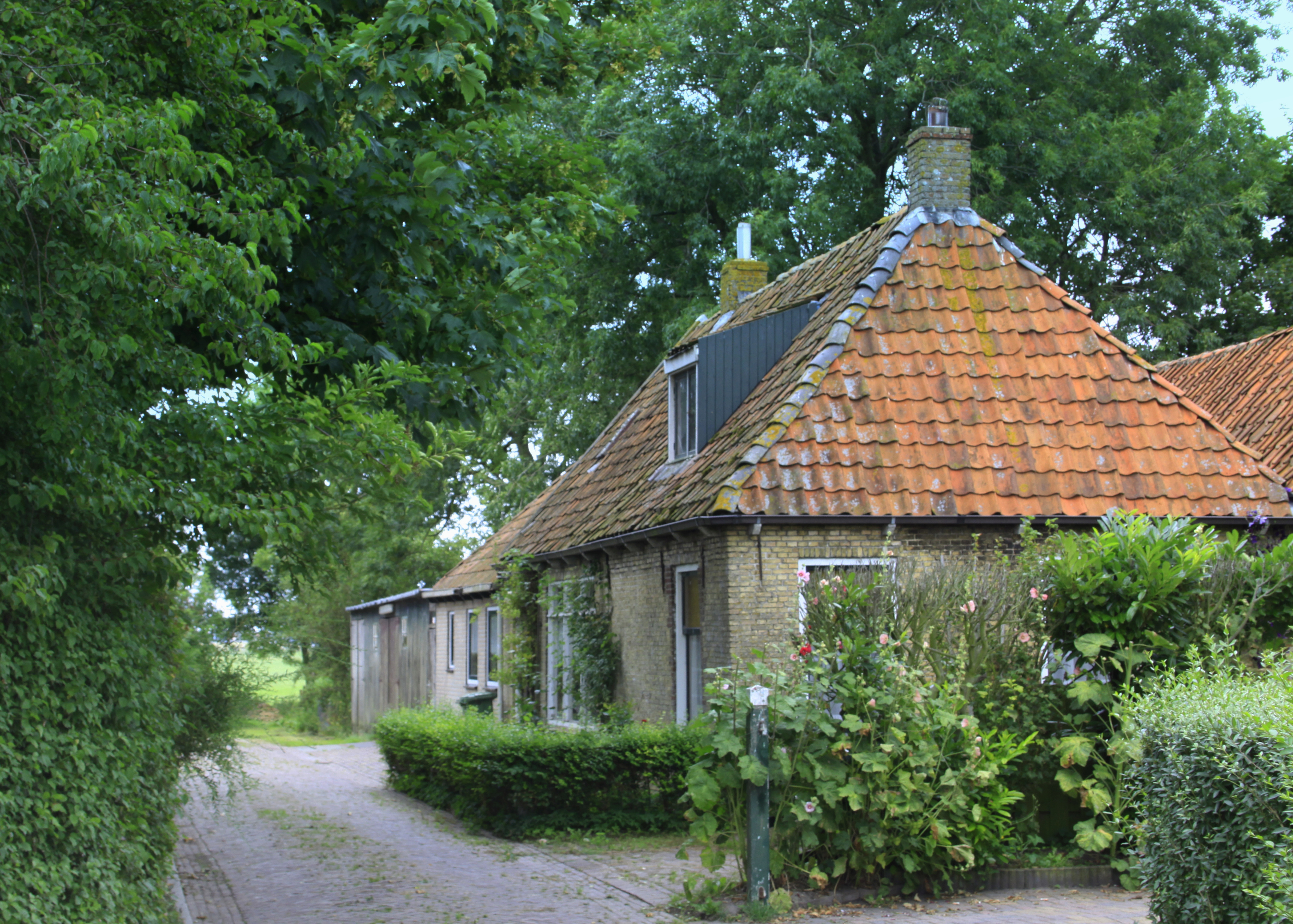
Сільський будинок
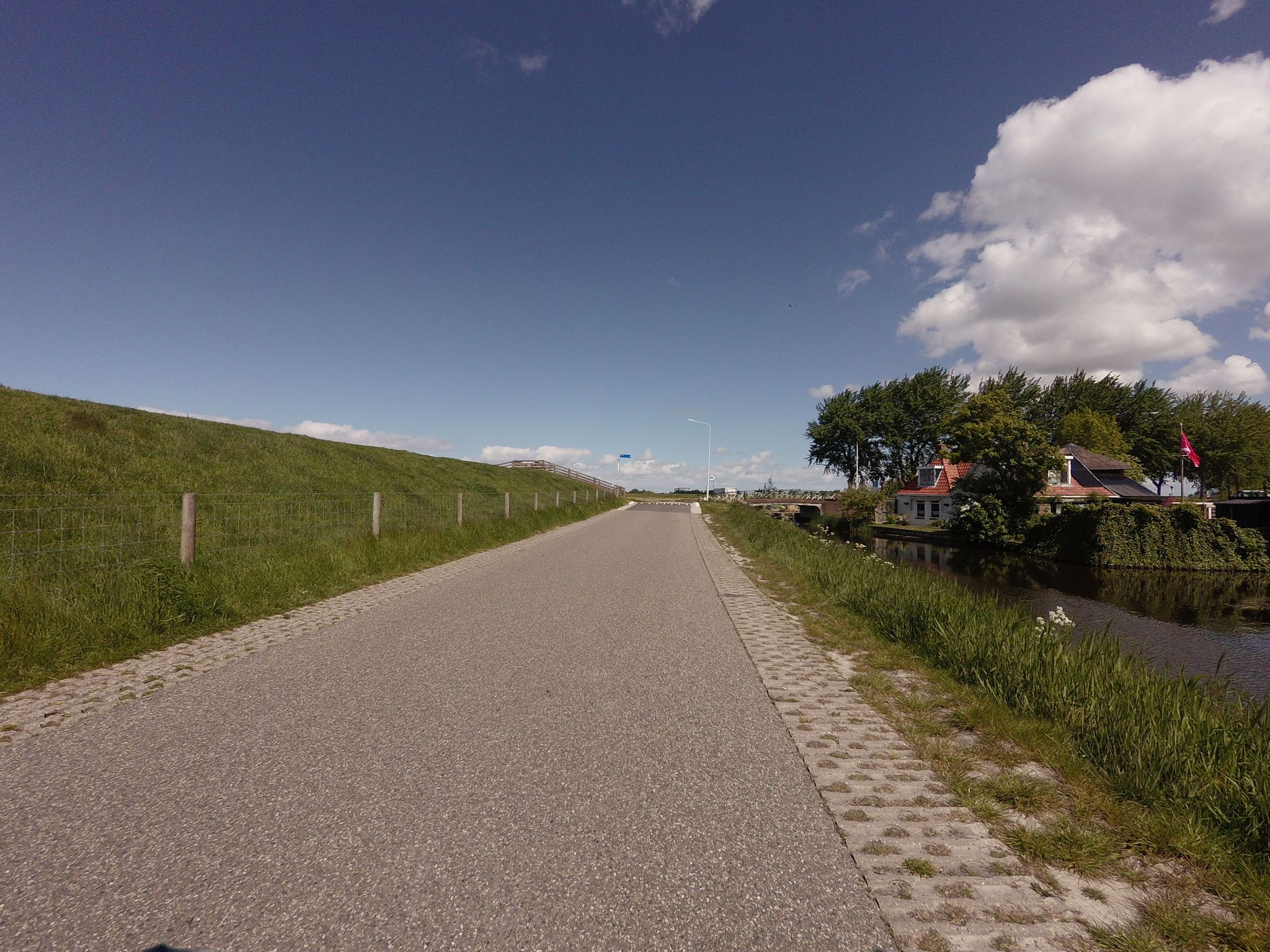
Вид на село
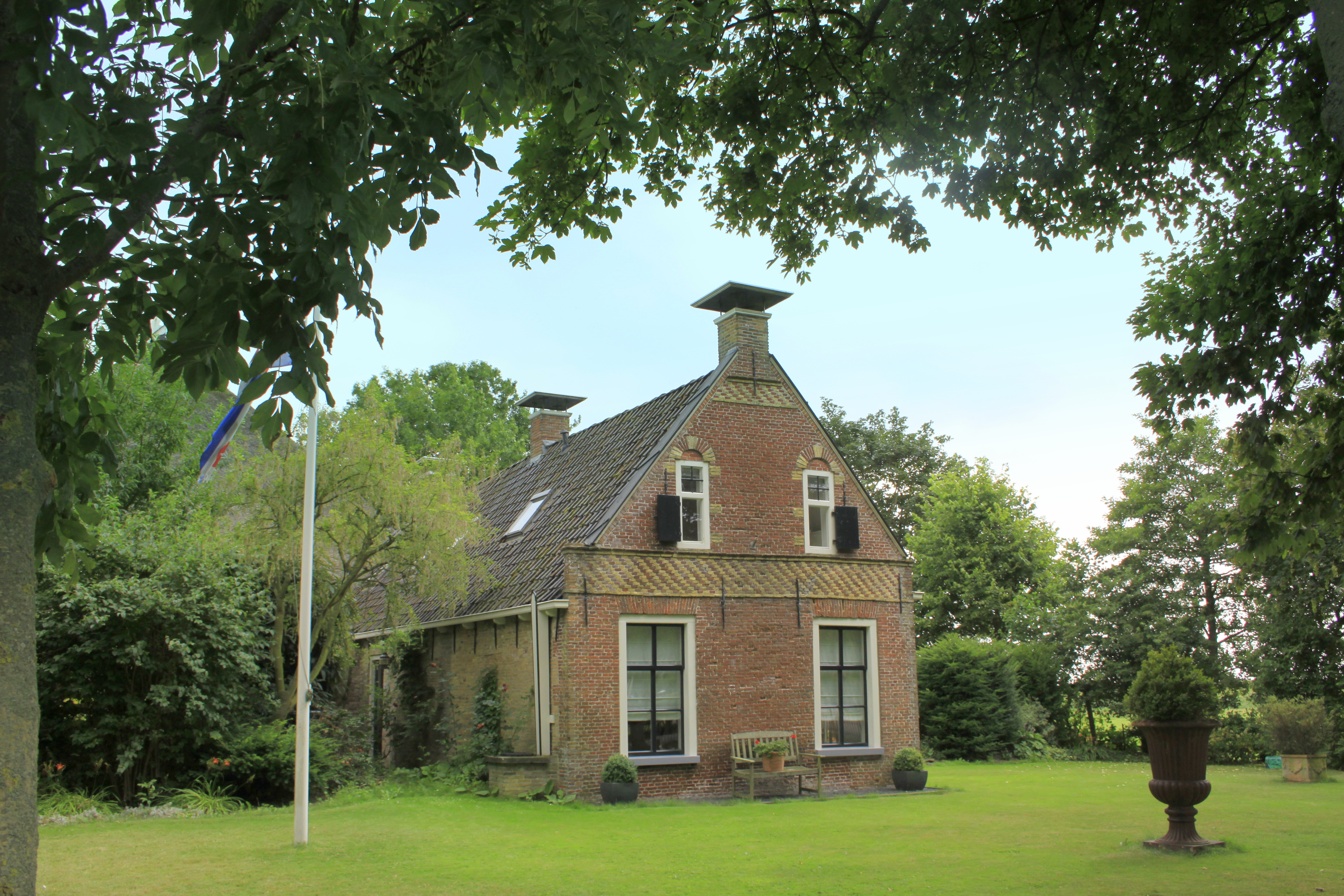
Ферма в Піамі